# Diclasiopa frontalis
Diclasiopa frontalis är en tvåvingeart som beskrevs av Charles Howard Curran 1933. Diclasiopa frontalis ingår i släktet Diclasiopa och familjen vattenflugor. Inga underarter finns listade i Catalogue of Life.